# Aaja Nachle
Aaja Nachle (Hindi: आजा नचले, Engels: Come, Let's Dance) is een Bollywoodfilm. De film ging op 30 november 2007 in première. De Indiase actrice Madhuri Dixit maakte met deze film haar terugkeer in de filmindustrie na vijf jaar afwezigheid.

## Verhaal
Diya (Madhuri Dixit) is een gescheiden moeder die van India naar New York is verhuisd. Ze keert terug naar haar geboorteland als ze het bericht krijgt dat haar dansgoeroe op sterven ligt. Als ze in Shamli, een kleine stad in het westen van Uttar Pradesh, arriveert, blijkt dat hij reeds overleden is. De goeroe heeft haar de opdracht gegeven om het Ajanta-theater te redden. Diya danste vroeger zelf in dat theater.
Er is echter een probleem, de politiek leider (Akshaye Khanna) wil dat het theater wordt gesloopt en dat een winkelcentrum op die plek wordt gebouwd. Diya verzet zich tegen deze plannen en zij moet proberen de steun van het volk terug te winnen.

## Rolverdeling
- Madhuri Dixit als Dia Srivastav
- Konkona Sen Sharma als Anokhi Anokhelal "Laila"
- Kunal Kapoor als Imran Pathant "Majnu"
- Jugal Hansraj als Sanjay Mehra
- Divya Dutta als Najma
- Felix D'Alviella als Steve
- Raghubir Yadav als Dokter
- Vinay Pathak als Mr. Chojar
- Akhilendra Mishra als Chaudhary Om Singh
- Nawazuddin Siddiqui als Dhan Kuber
- Darshan Jariwala als Makarand
- Sushmita Mukherjee als Mrs. Chojar
- Uttara Baokar als Mevr. Srivastav
- Yashpal Sharma als agent
- Ranvir Shorey als Mohan
- Vinod Nagpal als vader van Dia
- Akshaye Khanna als minister Raja Uday Singh (gastoptreden)
- Irrfan Khan als Farooque (gastoptreden)